# Sotoba Komachi

Sotoba Komachi (卒塔婆小町) est une des pièces des Cinq nôs modernes de Yukio Mishima. L’œuvre originale écrite par Kan'ami Kiyotsugu est ensuite retravaillée par Mishima Yukio pour le théâtre moderne. Le kanji 卒塔婆 signifie stupa et 小町 est synonyme de belle ou superbe femme. Écrite en 1952 et publiée en 1956, l'histoire est traduite en anglais par Donald Keene en 1957. Sotoba Komachi est la troisième histoire des Cinq nôs modernes.

## En relation avec Sotoba Komachi par Kanami
L'œuvre originale, Sotoba Komachi écrite par Kan'ami, était à l'origine une conversation entre deux prêtres et une femme de 99 ans dans un temple bouddhiste. Elle admet plus tard qu'elle est Ono no Komachi (l'un des six grands poètes waka de l'époque de Heian). Elle est alors possédée par l'esprit en colère du capitaine Fukakusa (l'un des prétendants de Komachi) et lui fait avouer qu'il a rendu visite à Komachi pendant 99 nuits pour gagner son amour mais qu'il a échoué et en est mort. Mishima retravaille l'histoire et emprunte les personnages (la vieille femme et le capitaine Fukakusa) du Sotoba Komachi de Kanami.

## Intrigue
Mishima situe l'histoire dans un parc urbain des années 1950. Au début de la narration, cinq couples sont assis sur les bancs et s'enlacent. Une vieille dame de 99 ans apparaît et est interrogée par un poète ivrogne, assis seul et qui l'observe. Ils commencent une conversation et la vieille dame avoue plus tard qu'elle était belle quand elle était jeune et était admirée par le capitaine Fukakusa. Soudain, le poète se trouve dans la salle Rokumei, une salle de bal où dansent de nombreux hommes et femmes de belle apparence. Tout le monde dans la salle de bal est émerveillé par la beauté de la vieille dame (qu'ils reconnaissent comme la belle Komachi). Le poète est étonné que la vieille femme laide et ridée est devenue cette belle jeune fille et en tombe amoureux. Ne sachant pas que tous les hommes qui complimentent la beauté de Komachi en meurent, il n'est pas en mesure d'arrêter son affection à son égard et prononce les mots tabous. Ses derniers mots avant de mourir sont « Je vous rencontrerai à nouveau, j'en suis sûr, dans cent ans, au même endroit ». L'action revient à la réalité et le cadavre est emporté par le policier.

## Diffusion
Sotoba Komachi est l'une des pièces les plus populaires des Cinq nôs modernes. La pièce a été jouée dans différents pays autres que le Japon, tels que les États-Unis, la Malaisie, la France, etc. Une série de DVD adaptée des Cinq nôs modernes est commercialisée pour célébrer le 90e anniversaire de Mishima. Tant Sotoba Komachi qu'Aoi no Ue sortent le 31 octobre 2013. C'est la première fois que les Cinq nôs modernes sont adaptés au format vidéo.

## Source de la traduction
- (en) Cet article est partiellement ou en totalité issu de l’article de Wikipédia en anglais intitulé « Sotoba Komachi » (voir la liste des auteurs).